# Strada statale 16 (Polonia)
La strada statale 16 (sigla DK 16, in polacco droga krajowa 16) è una strada statale polacca che attraversa il Paese da Dolna Grupa a Ogrodniki.